# 阿尔比区
阿尔比区（法語：Arrondissement d'Albi）是法国奧克西塔尼大區塔恩省所辖的一个区。总面积2731.7平方公里，总人口192073，人口密度70人/平方公里（2017年）。主要城镇为阿尔比。

## 辖区
阿尔比区辖有163个市镇。